# Claudio Vantini
Claudio Vantini, noto anche con lo pseudonimo di Andrea Vantini (Bolzano, 11 aprile 1953 – Bolzano, 18 novembre 2010), è stato un allenatore di atletica leggera italiano.

## Biografia
Insegnante di educazione fisica alle scuole medie ed allenatore di diverse società di atletica leggera bolzanine, fu allievo di Sandro Calvesi. Ha lanciato la carriera di Antonella Bellutti, che lascerà poi l'atletica per un infortunio, divenendo un'olimpionica del ciclismo su pista.
Si è ucciso il 18 novembre 2010, gettandosi sotto un treno della ferrovia Bolzano-Merano, alla stazione di Ponte Adige.